# Po Żarcie
Kabaret Po Żarcie – polski kabaret, założony w Krakowie, istniejący w latach 1995–1999.
Założony został przez Macieja Stuhra (autora większości tekstów) i Bogusława Kaczmarczyka w 1995 przy Studenckim Centrum Kultury Rotunda w Krakowie. Kabaret działał do listopada 1999.

## Skład

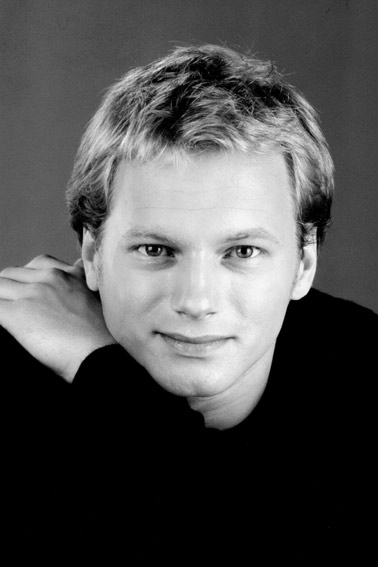
Maciej Stuhr
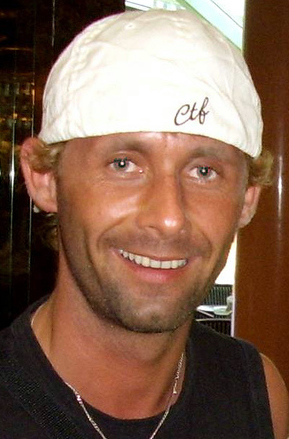
Bogusław Kaczmarczyk
- Agnieszka Bigaj
- Marcin Drewniak
- Tomasz Biernacki

- Maciej Stuhr
- Bogusław Kaczmarczyk

## Nagrody
- 1996 – III nagroda PaKA
- 1997 – I nagroda PaKA